# 旭川八景
旭川八景（あさひかわはっけい）は、1997年（平成9年）に旭川市景観課によって選定された北海道旭川市の美しい景観要素。

## 概要
- 旭橋
  - 北海道遺産。
  - 優雅なアーチ橋。
- 嵐山と嵐山からの眺望
  - 嵐山展望台から旭川市・上川盆地を一望できる。
  - 嵐山公園内に北方野草園・伝承のコタン。
- 外国樹種見本林
  - 国有林。
  - 小説『氷点（三浦綾子）』の舞台。
  - 敷地内に三浦綾子記念文学館。
- 神居古潭
  - 石狩川両岸の景勝地。
  - 神居古潭おう穴群は、旭川市指定天然記念物。
  - 神居古潭渓谷の変成岩は、日本の地質百選。
  - 旧神居古潭駅舎は、旭川市指定の有形文化財（建造物）。
- 旧旭川偕行社・中原悌二郎記念旭川市彫刻美術館
  - 陸軍第7師団将校の社交場として建設。
  - 国指定の重要文化財。
  - 中原悌二郎の作品を収蔵。
  - 敷地内に六角堂。隣の敷地に井上靖記念館。
- ダイヤモンドダスト
  - 太陽の光を反射してキラキラ光りながらゆっくり落下する氷晶のこと。
  - 英語では『Ice prisms』。
- 常磐公園
  - 日本の都市公園100選。
  - 園内に岩村通俊像・永山武四郎像等の野外彫刻、小熊秀雄詩碑等の石碑がある。
- 平和通買物公園
  - 日本初の恒久的歩行者天国。
  - 旭川駅前通に形成された商店街。

## ギャラリー

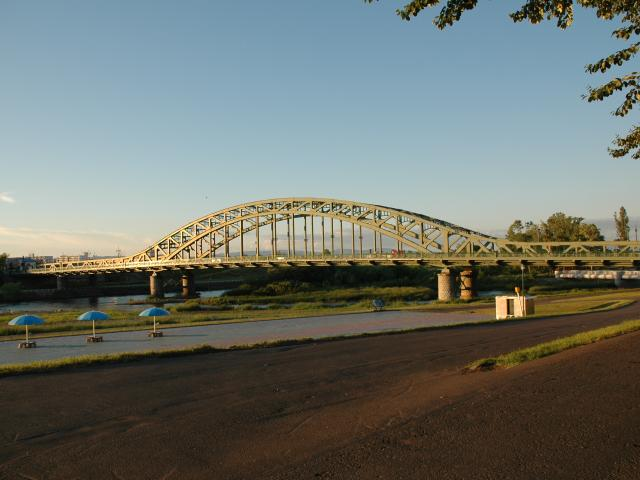
旭橋
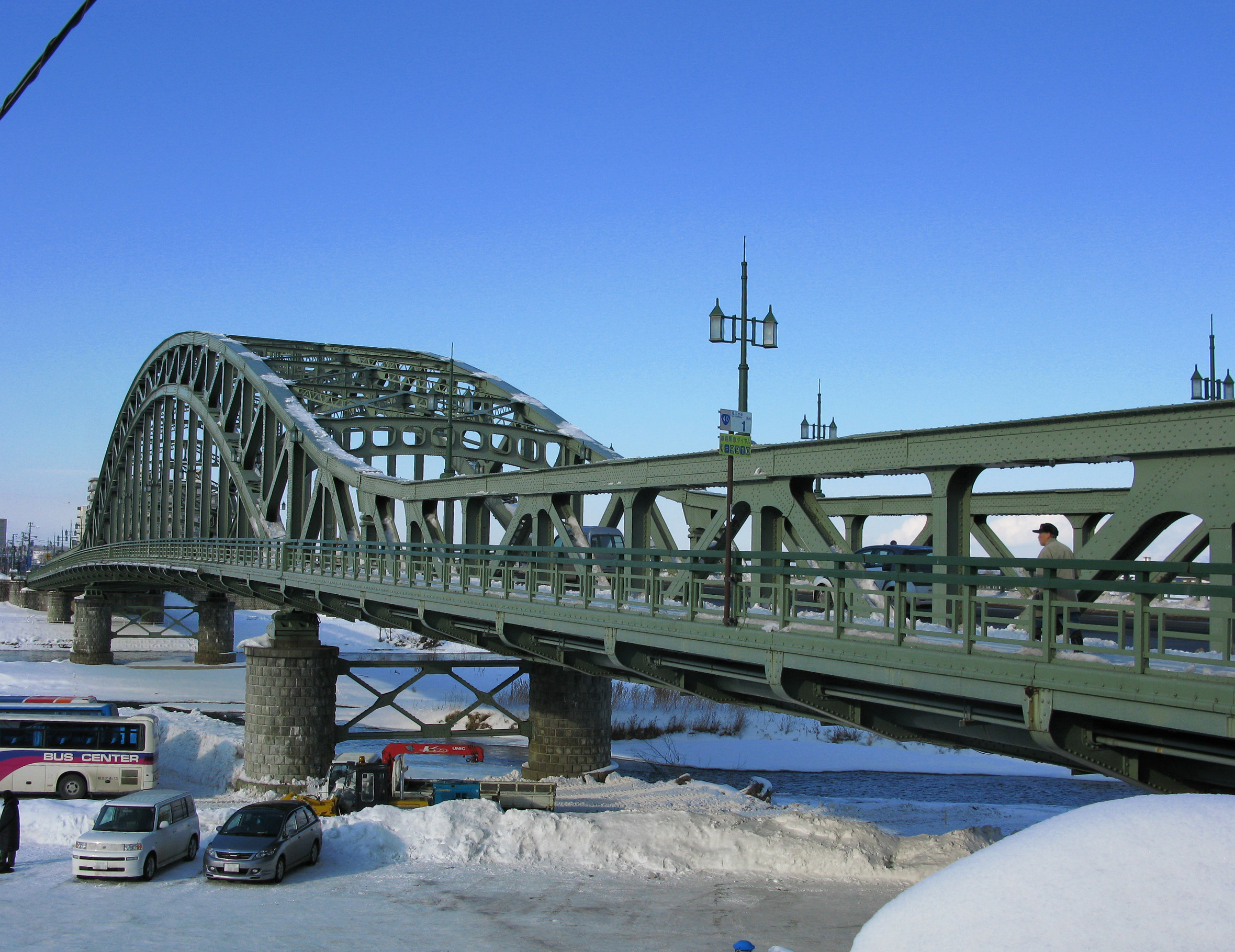
旭橋
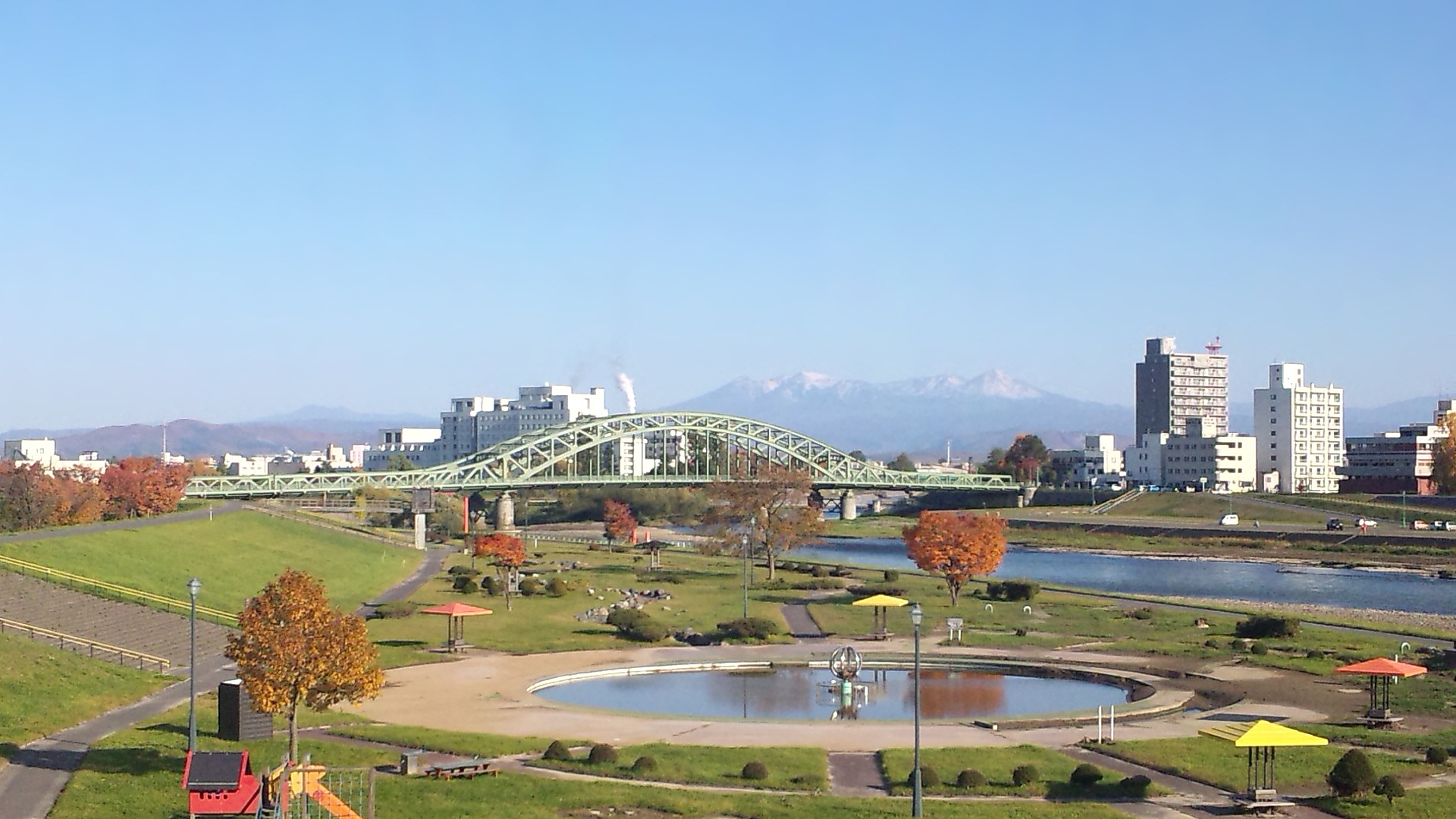
旭橋と大雪山連峰
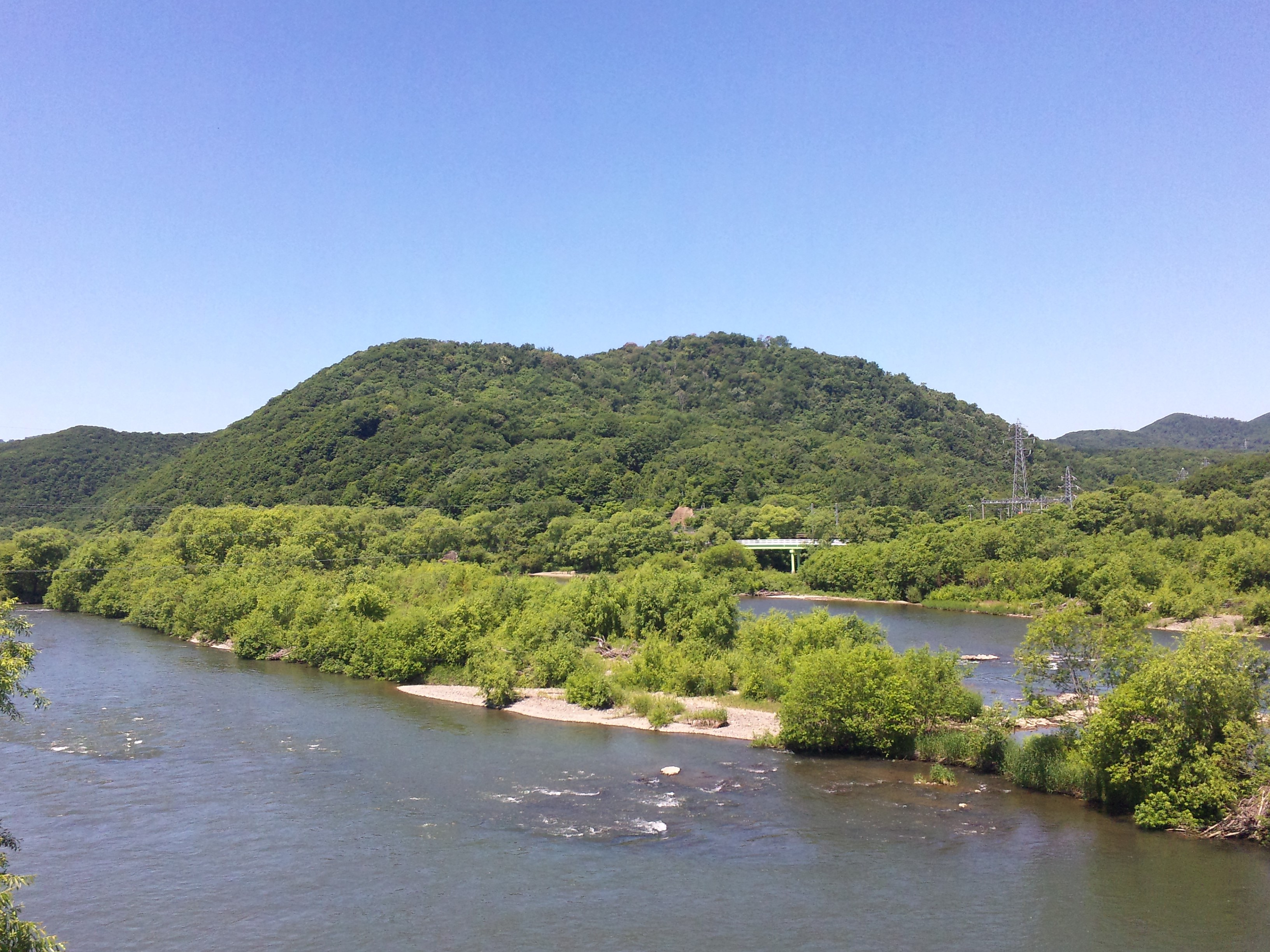
嵐山
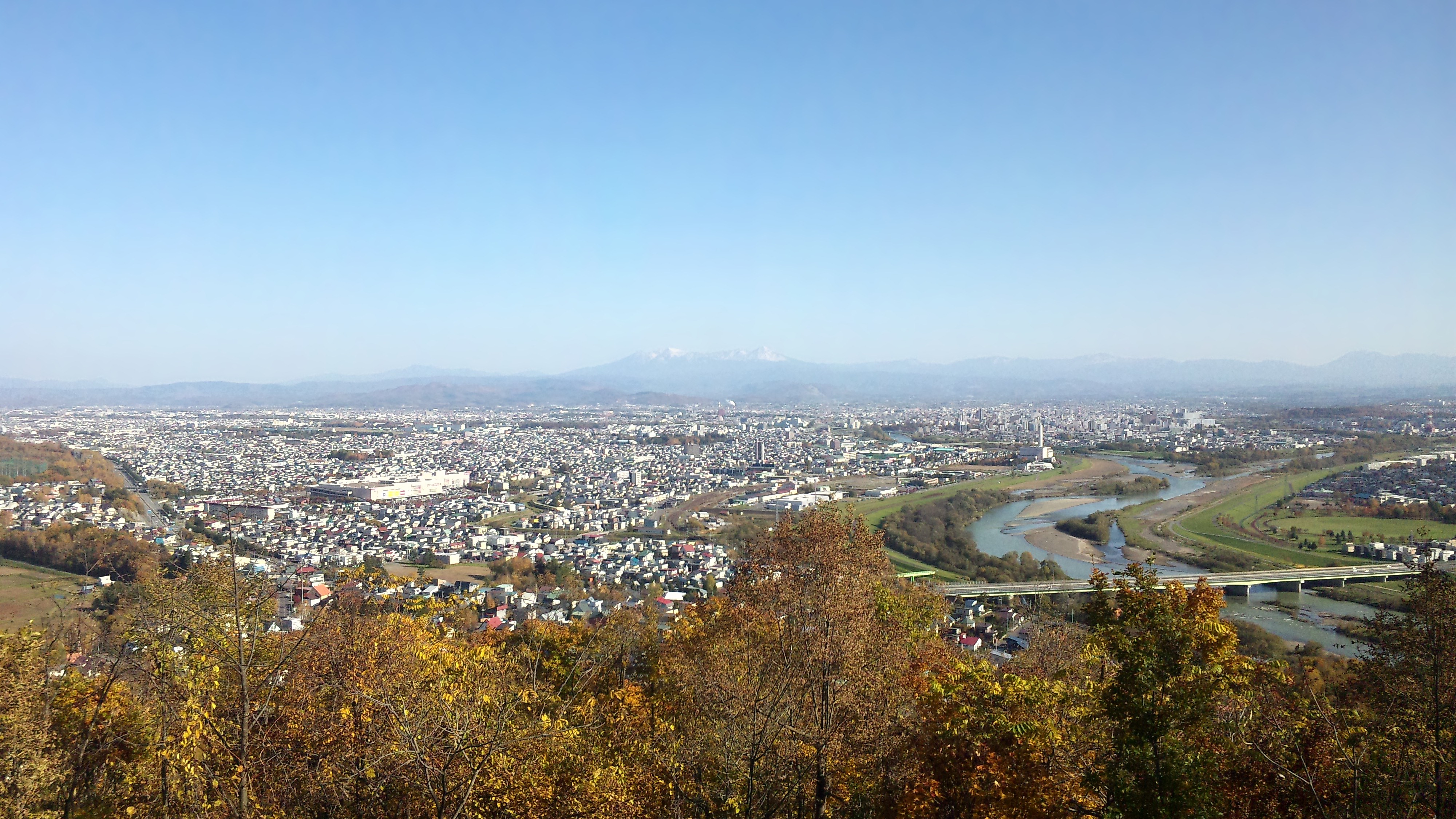
嵐山展望台から見た旭川
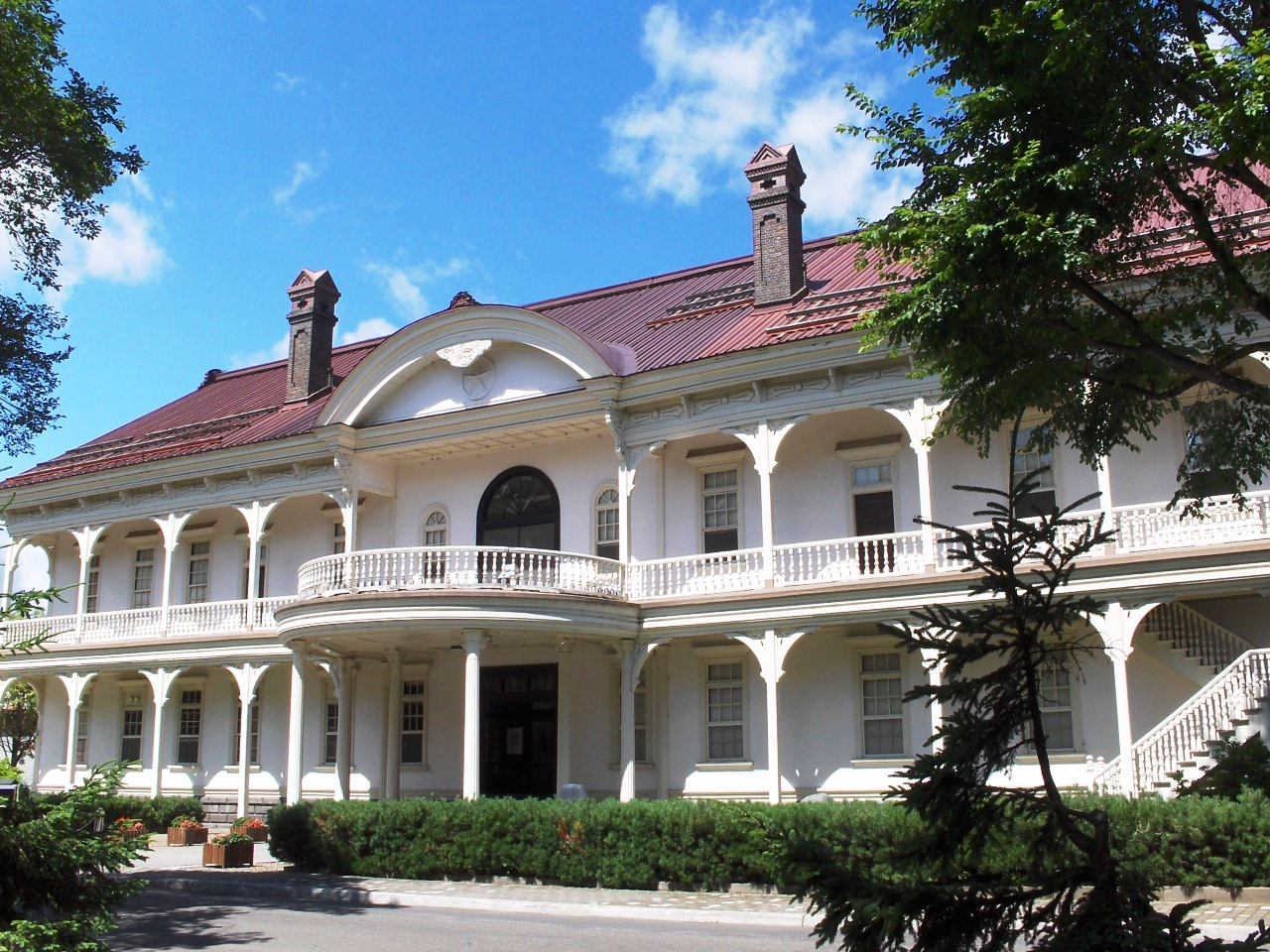
旧旭川偕行社・中原悌二郎記念旭川市彫刻美術館
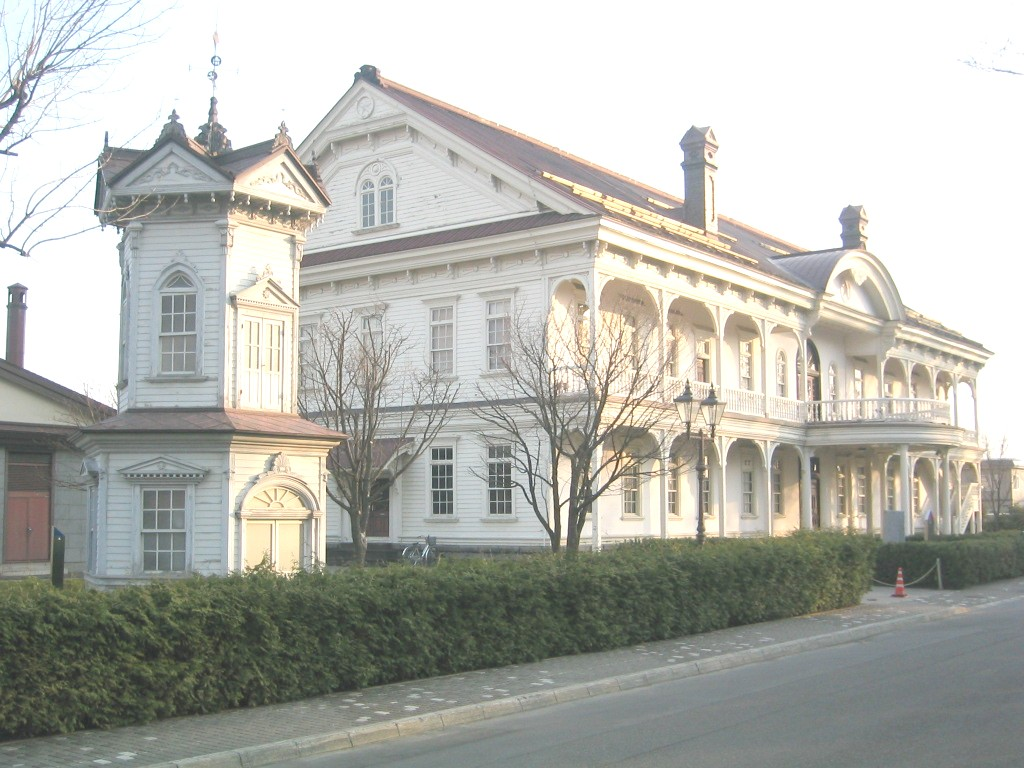
旧旭川偕行社・中原悌二郎記念旭川市彫刻美術館
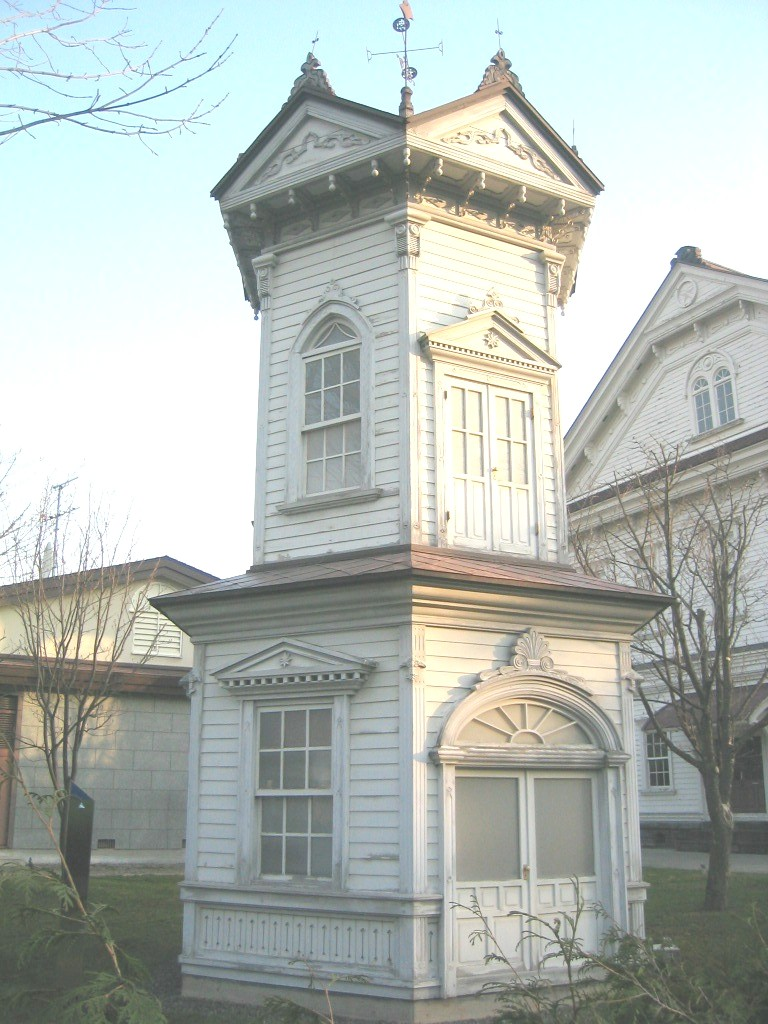
旧旭川偕行社・中原悌二郎記念旭川市彫刻美術館（六角堂）
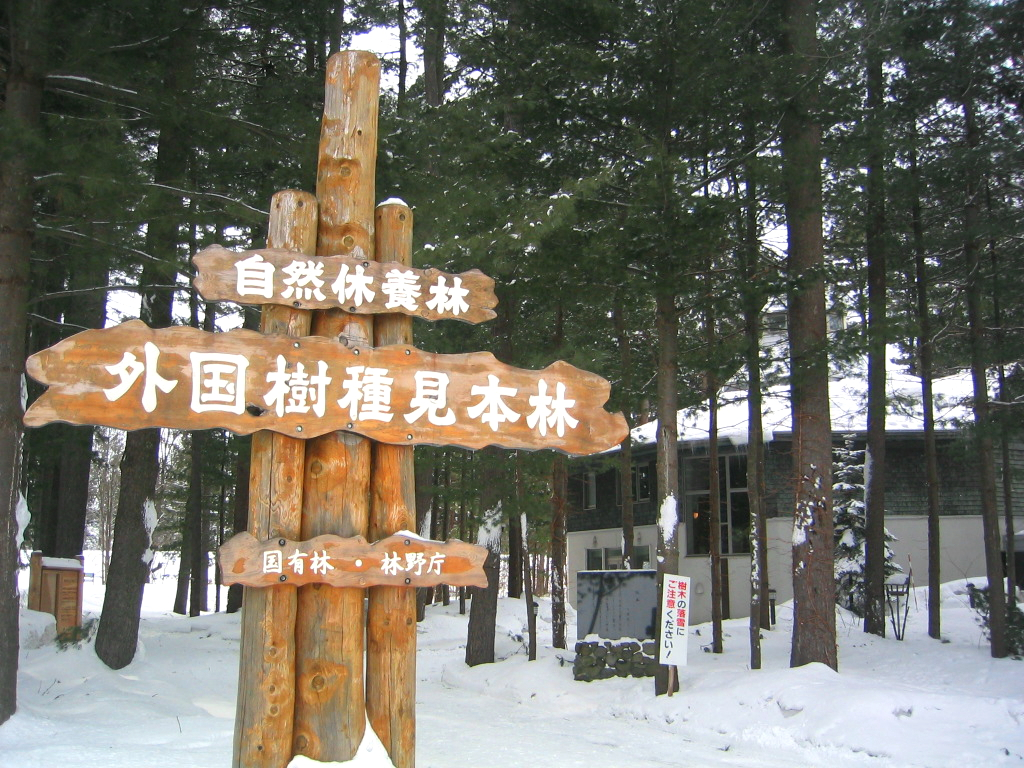
外国樹種見本林
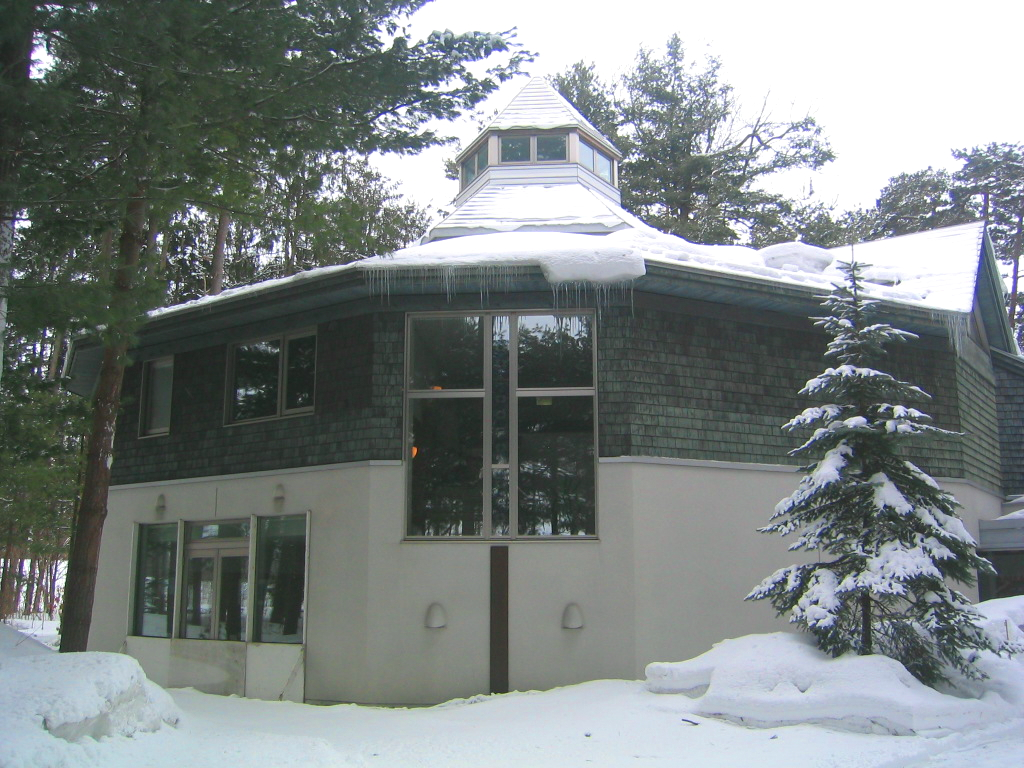
外国樹種見本林（三浦綾子記念文学館）
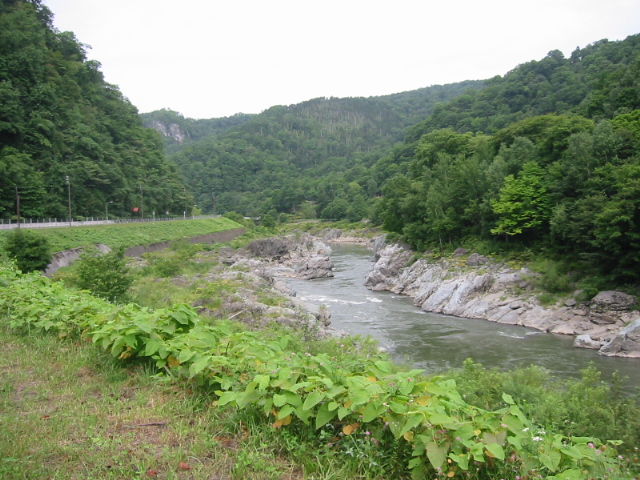
神居古潭（石狩川）
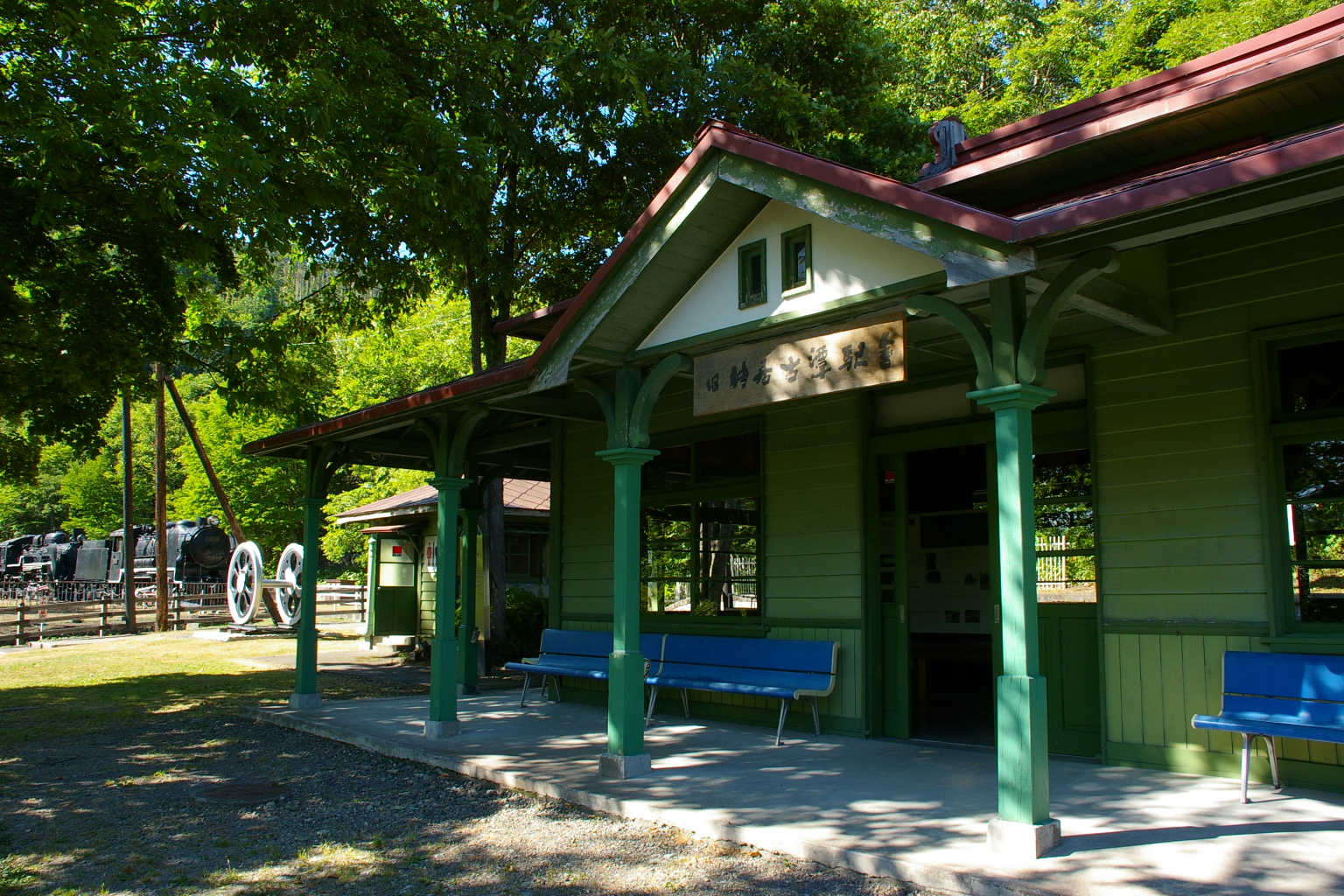
神居古潭（旧神居古潭駅舎）
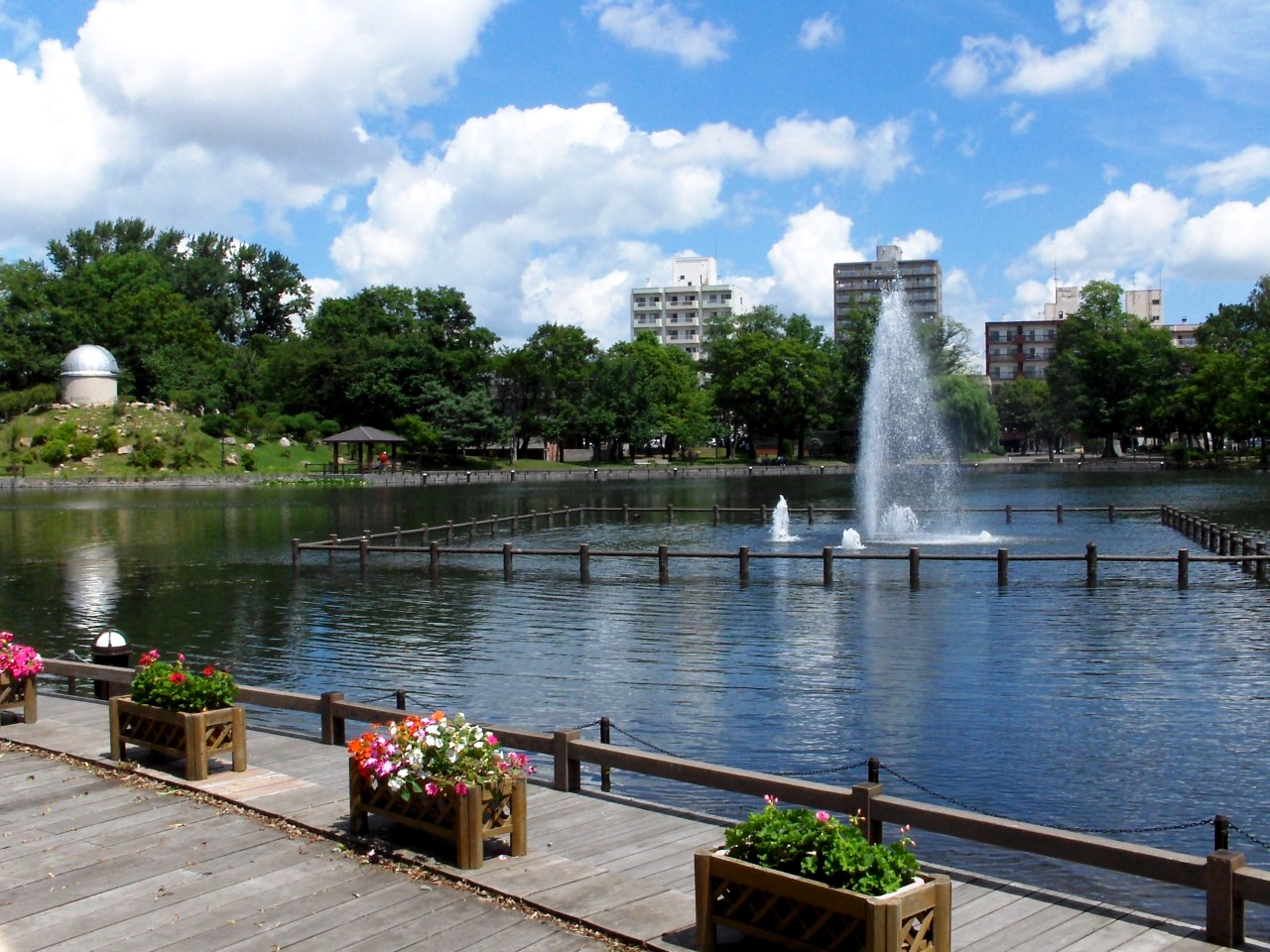
常磐公園
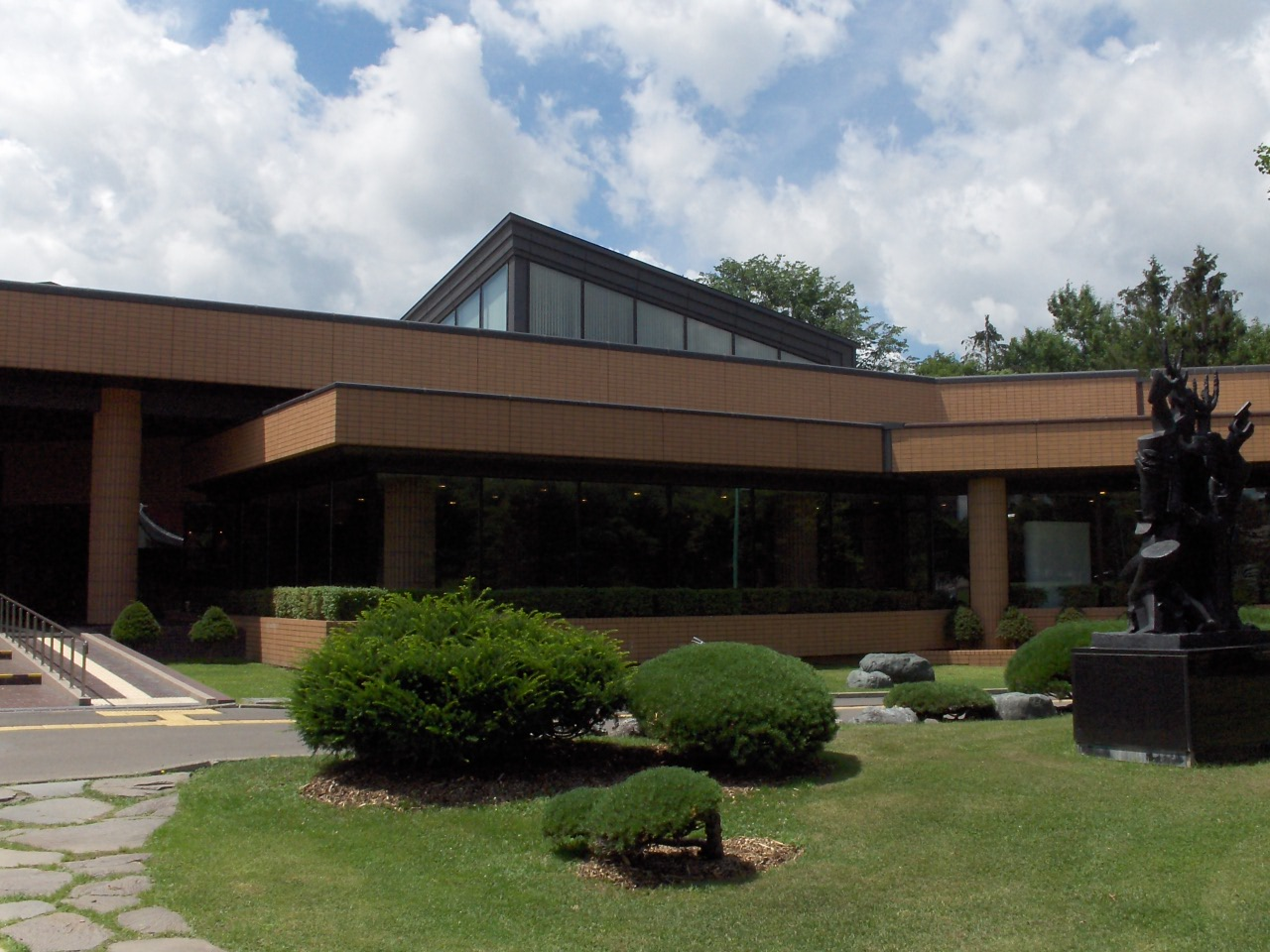
常磐公園（北海道立旭川美術館）
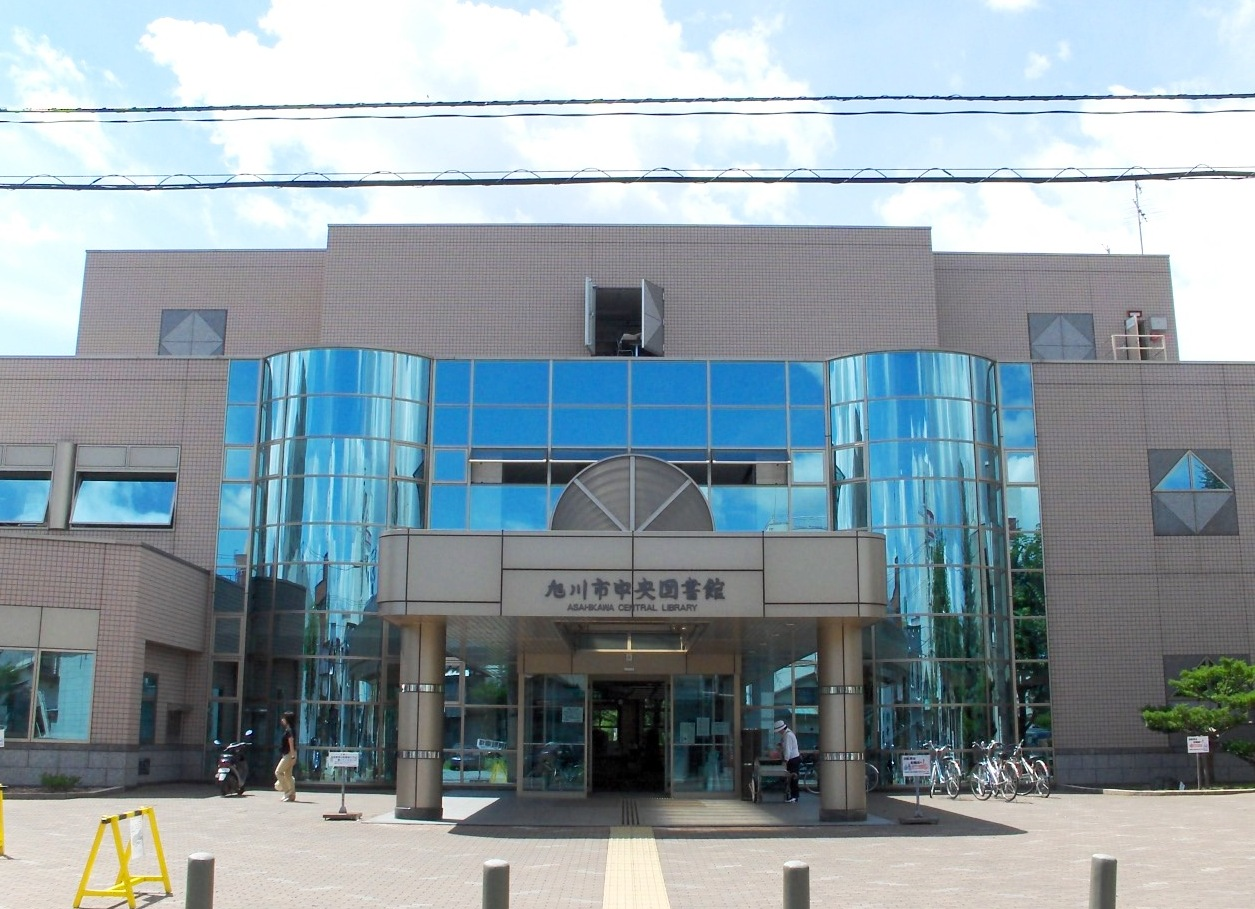
常磐公園（旭川市中央図書館）
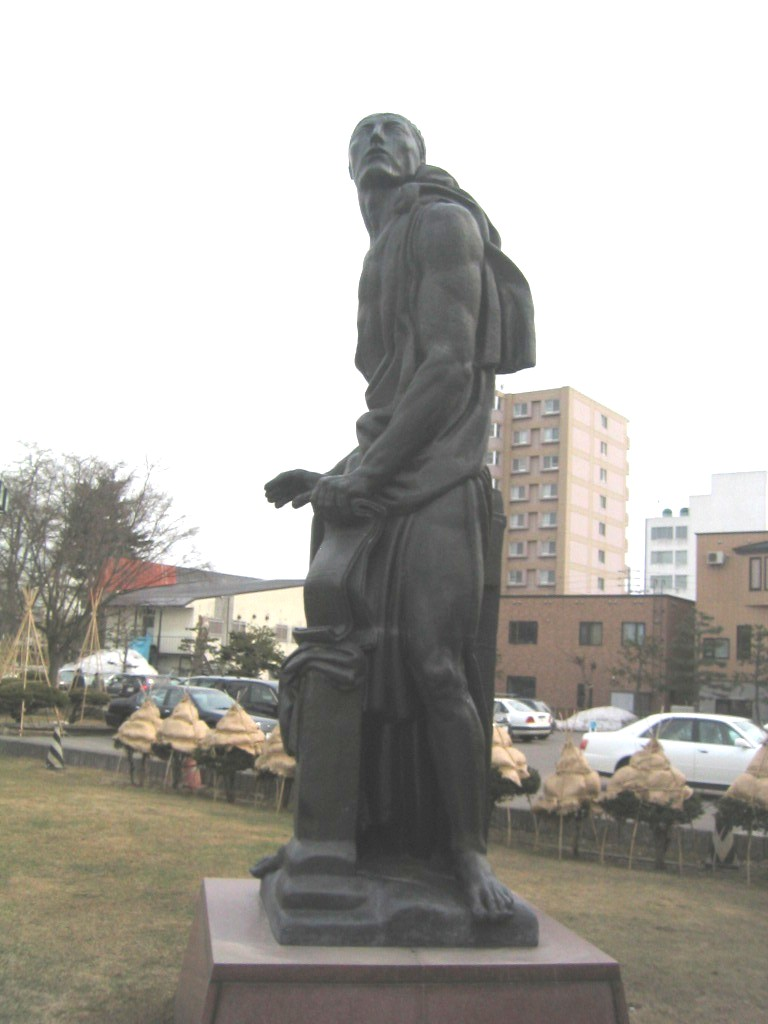
常磐公園（雄弁）
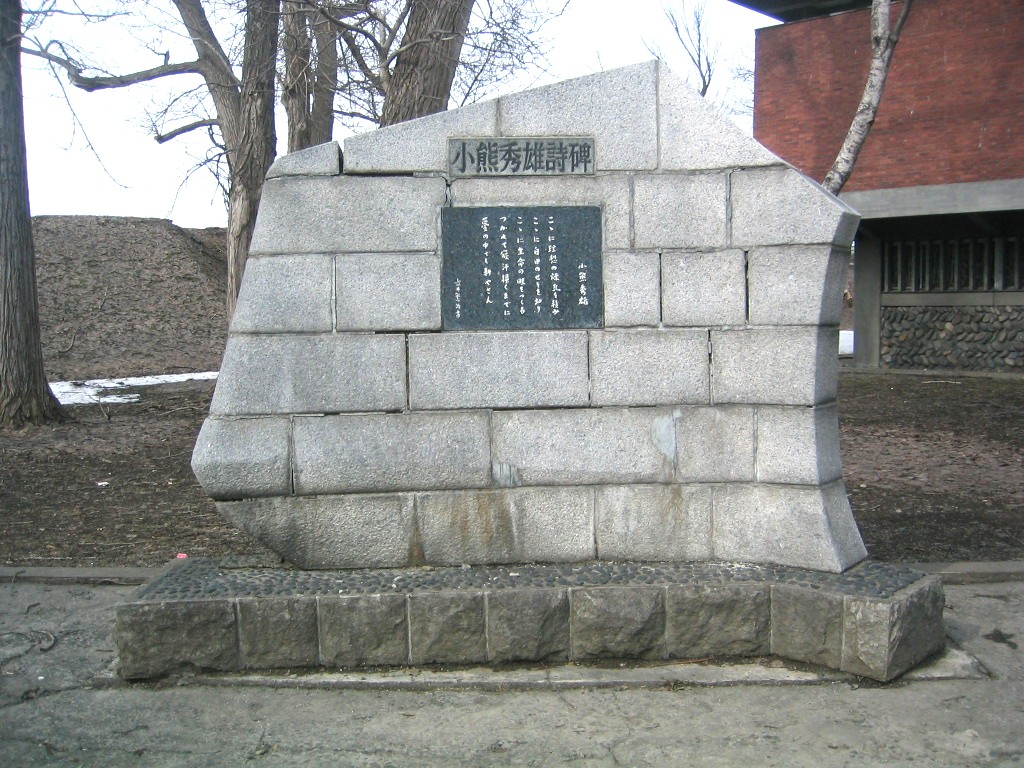
常磐公園（小熊秀雄詩碑）
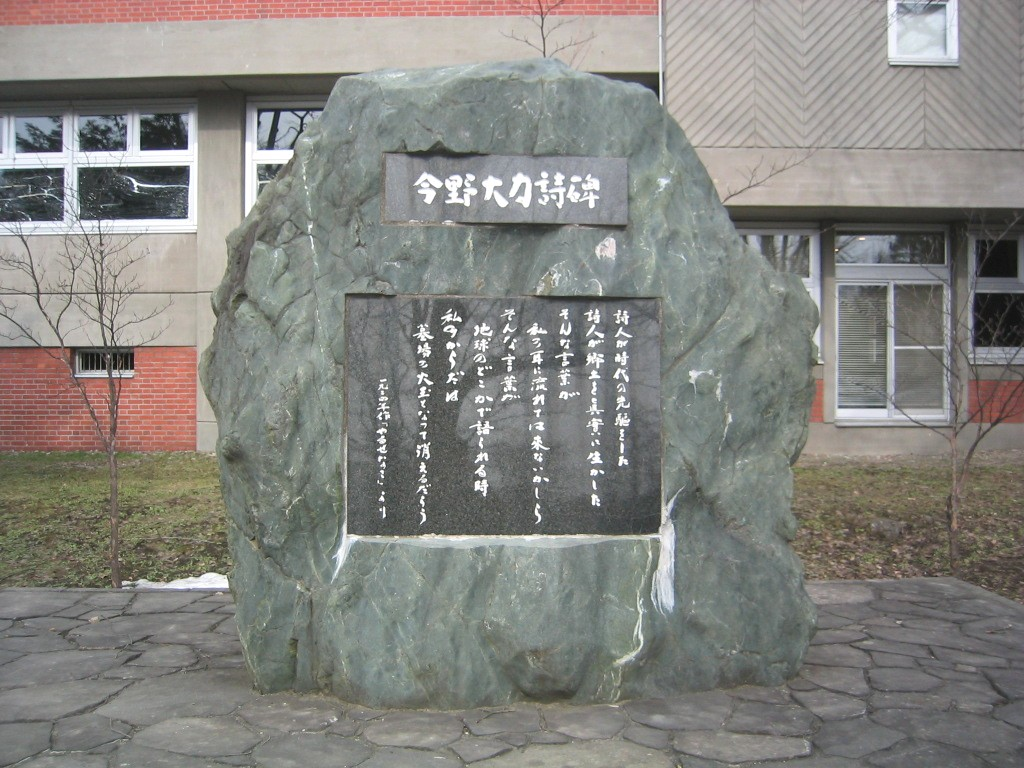
常磐公園（今野大力詩碑）
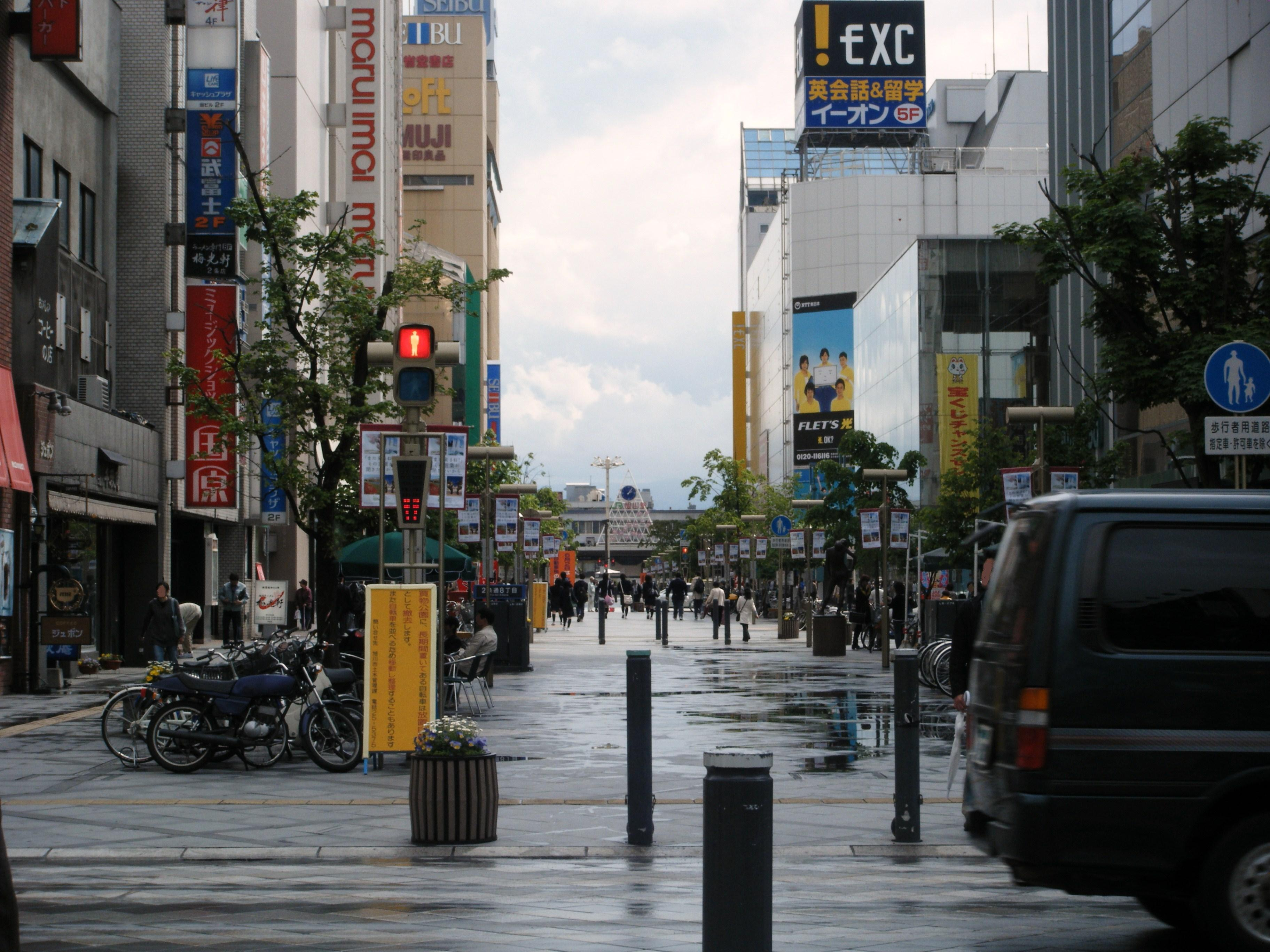
平和通買物公園
平和通買物公園（野外彫刻：手の噴水）